# دراسات الشرق الأدنى القديم
دراسات الشرق الأدنى القديم هي مجال الدراسة الأكاديمية للشرق الأدنى القديم. على هذا النحو فهو مصطلح شامل لعلم الآشوريات، ويمتد في بعض الحالات إلى علم المصريات.

## تاريخ الدراسات
في بريطانيا يعود تاريخ أول التعيينات الآشورية في جامعة لندن إلى عام 1904 عندما تعيّن ثيوفيلس بينشز من المتحف البريطاني في منصب الأستاذية.

### مجتمعات
- الجمعية الشرقية الأمريكية
- ARAM – جمعية آرام للدراسات السورية والرافدينية
- ASOR – المدارس الأمريكية للأبحاث الشرقية، بوسطن
- المعهد البريطاني لدراسة العراق
- سيهاو – مركز دراسات تاريخ أنتيغو أورينتي، الأرجنتين
- مجلس البحوث البريطاني في بلاد الشام
- دويتشه أورينت جيزيلشافت
- مشروع ميلامو مشروع التراث الفكري الآشوري والبابلي، هلسنكي.
- الجمعية الملكية الآسيوية لبريطانيا العظمى وأيرلندا
- الجمعية الآسيوية الفرنسية، باريس
- دراسات الشرق الأدنى القديمة الرقمية المفتوحة (OpenDANES)

## الجامعات التي تحتوي المراكز الرئيسية للدراسات
- الجامعة البابوية الكاثوليكية في الأرجنتين
- معهد جامعة شيكاغو الشرقي
- جامعة كولومبيا[2]
- معهد جامعة نيويورك لدراسة العالم القديم.[3]

## الاختصارات الشائعة للمجلات والمصادر والمعاجم المذكورة
لا تتضمن القائمة المجلات المتخصصة في دراسات العهد القديم.
- أبزو – ببليوغرافيا من المعهد الشرقي بجامعة شيكاغو[4]
- دراسات الشرق الأدنى القديم (ANEM)
- ANES – مجلة دراسات الشرق الأدنى القديم السنوية الصادرة عن جامعة ملبورن والمخصصة للغات وثقافات الشرق الأدنى القديم.
- ANET & ANEP – نصوص الشرق الأدنى القديمة (برينستون 1950، 1955، الطبعة الثالثة. 1969)[5]
- أنتور - أنتيغو أورينتي
- باسور – نشرة المدارس الأمريكية للبحوث الشرقية
- CAD – قاموس شيكاغو الآشوري
- CHD – قاموس شيكاغو الحثي
- ETANA – الأدوات الإلكترونية وأرشيفات الشرق الأدنى القديم[6]
- ETCSL – مجموعة النصوص الإلكترونية للأدب السومري، أكسفورد[7]
- جيول - جاربريخت إكس أورينت لوكس
- جيشو – مجلة التاريخ الاقتصادي والاجتماعي للشرق
- JCS – مجلة الدراسات المسمارية
- JNES – مجلة دراسات الشرق الأدنى
- JSS – مجلة الدراسات السامية
- KTU² - Keilschrift Texte aus Ugarit
- لابو – الآداب القديمة في الشرق الأدنى 1967–2002
- NEA – مجلة آثار الشرق الأدنى
- ريفيستا ديل معهد التاريخ أنتيغوا الشرقية
- RLA – Reallexikon der Assyriologie
- TUAT – Texte aus der Umwelt des Alten Covenant 1982–1995, 2002

## قراءة معمقة
- قائمة مراجع ABZU، "دليل لبيانات الوصول المفتوح الشبكي ذات الصلة بالدراسة والعرض العام للشرق الأدنى القديم وعالم البحر الأبيض المتوسط القديم"